# Cantón de Dunkerque-Este
El cantón de Dunkerque-Este era una división administrativa francesa, que estaba situada en el departamento de Norte y la región de Norte-Paso de Calais.

## Composición
El cantón estaba formado por cinco comunas, más una fracción de la comuna que le daba su nombre:
- Bray-Dunes
- Dunkerque (fracción)
- Leffrinckoucke
- Téteghem
- Uxem
- Zuydcoote

## Supresión del cantón de Dunkerque-Este
En aplicación del Decreto nº 2014-167 de 17 de febrero de 2014, el cantón de Dunkerque-Este fue suprimido el 22 de marzo de 2015 y sus 6 comunas pasaron a formar parte; cuatro del nuevo cantón de Dunkerque-2 y dos del nuevo cantón de Coudekerque-Branche.